# 任继周

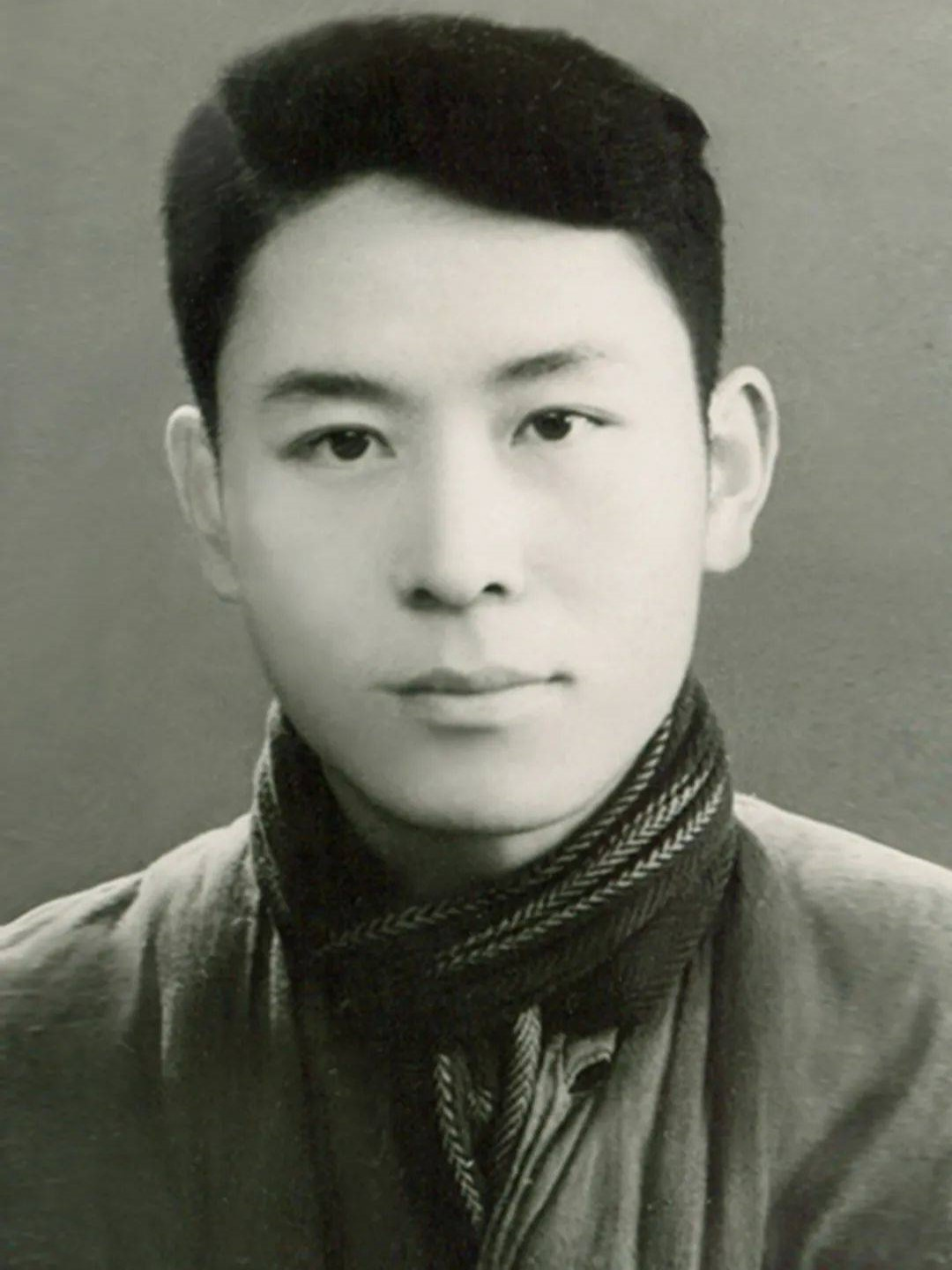
学生时期的任继周

任继周（1924年11月7日—），男，山东平原人，中国草原学家、中国草业科学的奠基人，任继愈之弟。曾任兰州大学草地农业科技学院教授、名誉院长。

## 生平
任继周弟兄四个，大哥早逝，二哥为任继愈，三哥是经济学家任继亮，任继周最小。
1948年毕业于前中央大学农学院。1995年当选为中国工程院院士。
2022年12月11日，98岁的任继周注册了微信公众号“草人说话”。